# Hyparrhenia barteri
Hyparrhenia barteri är en gräsart som först beskrevs av Eduard Hackel, och fick sitt nu gällande namn av Otto Stapf. Hyparrhenia barteri ingår i släktet Hyparrhenia och familjen gräs. Inga underarter finns listade i Catalogue of Life.